# ポール・ケーラス

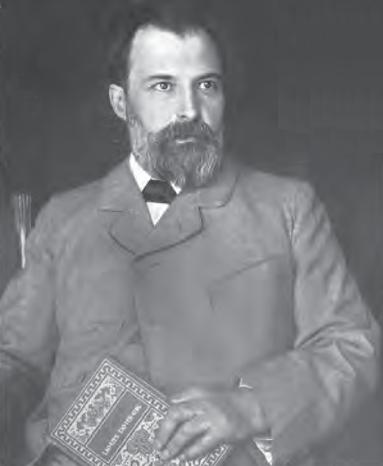
ポール・ケーラス

ポール・ケーラス（Paul Carus、ドイツ語: [ˈkaːʀʊs]、1852年7月18日 - 1919年2月11日）は、ドイツ系アメリカ人の作家、編集者、比較宗教学者、哲学者。

## 生涯
ザクセン＝アンハルト州のイルセンブルク出身。ストラスブルグ大学・チュービンゲン大学に進み博士号を取得するが、ビスマルクによる中央集権的・国家社会主義的な統治を嫌ってアメリカに移住。シカゴからラッサールと移り住み実業家でオープンコート出版の創業者だったエドワード・カール・ヘーゲラーの娘メアリーと結婚、オープンコート社の哲学・思想関係の編集に関わることとなる。
特にプラグマティズムの創始者の一人であるパースの著作出版に関わり、トルストイ、エジソン、テスラ、B・T・ワシントン、エリザベス・スタントン、マッハ、ヘッケル、デューイとの文通を重ねた。また宗教間対話の提唱者の一人でもあり、シカゴ万博と同時に開催された万国宗教会議で同席した釈宗演から鈴木大拙を紹介されその著作の翻訳も手掛けた。